# 夏休み別荘物語
『夏休み別荘物語』（なつやすみべっそうものがたり）は、1989年8月23日から同年9月20日まで日本テレビ系列局で放送されていた日本テレビ製作のテレビドラマである。全4話。放送時間は毎週水曜 19:30 - 20:00 （日本標準時）。
夏休みにたまたま同じ場所を訪れた、面識のない女子大生3人組と男子大学生2人組による別荘での共同生活を描く。

## 出演者
- 井森美幸
- 武田久美子
- 絵本美希
- 石黒賢
- 武田有造
- 坂本あきら

参考：『読売新聞』読売新聞社、1989年8月23日付夕刊14面に掲載の番組宣伝広告。

## スタッフ
- 脚本：畑嶺明
- 演出：金田和樹

参考：テレビドラマデータベース

## 主題歌
「Romancing Story」
作詞・作曲・歌：杉真理